# Chiesa dei Santi Urbano e Lorenzo

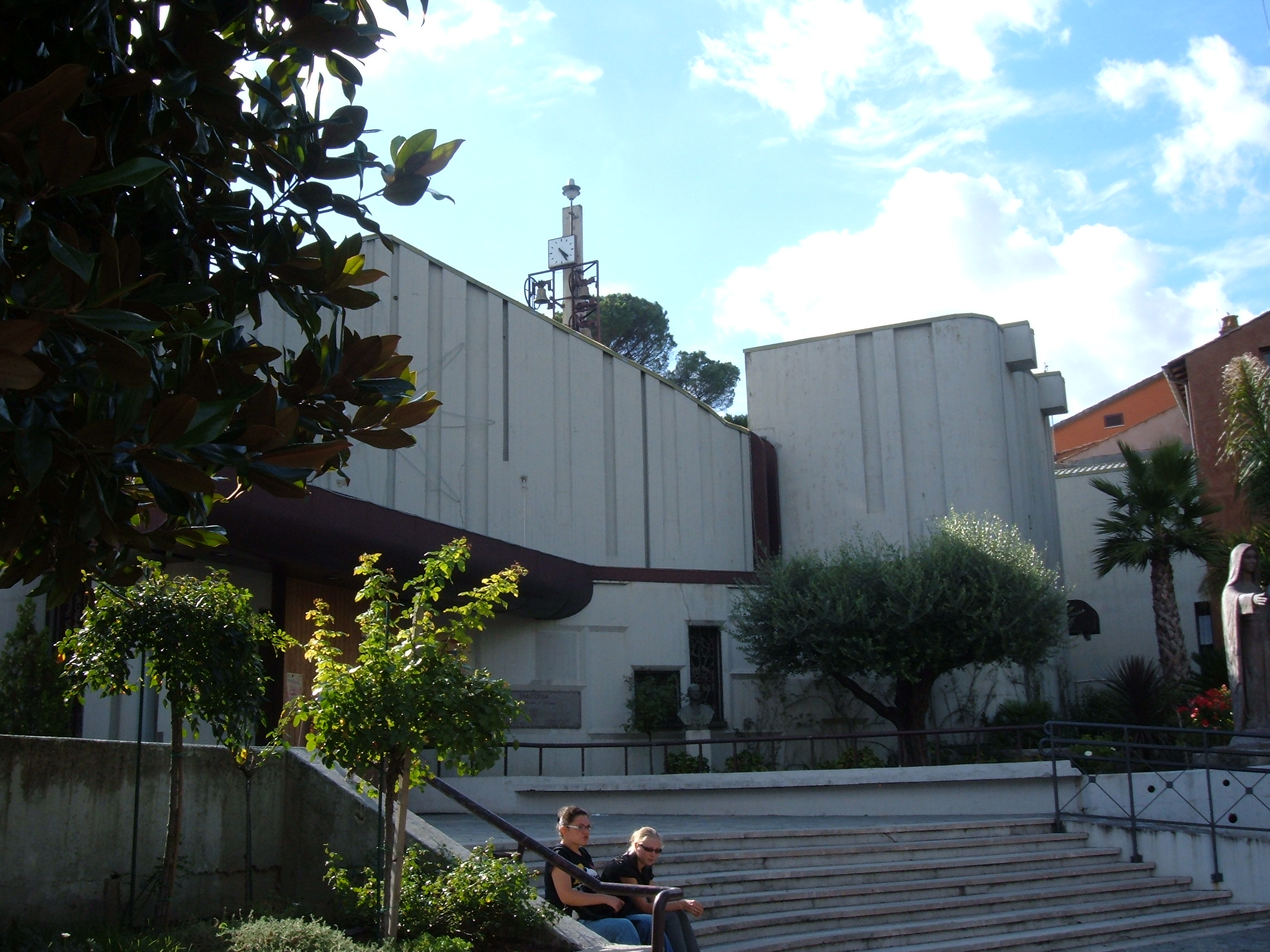
La nuova chiesa parrocchiale

Santi Urbano e Lorenzo è il titolo attribuito a due chiese di Roma, una adiacente all'altra, site nella zona Prima Porta: quella più antica, in via di Villa Livia, è addossata ai resti di una porta di epoca romana, che dà il nome all'intera zona, ed è stata trasformata in cappella feriale della nuova chiesa (sita in piazza Saxa Rubra), opera dell'ingegnere Giorgio Pacini e costruita nel XX secolo.

## Storia

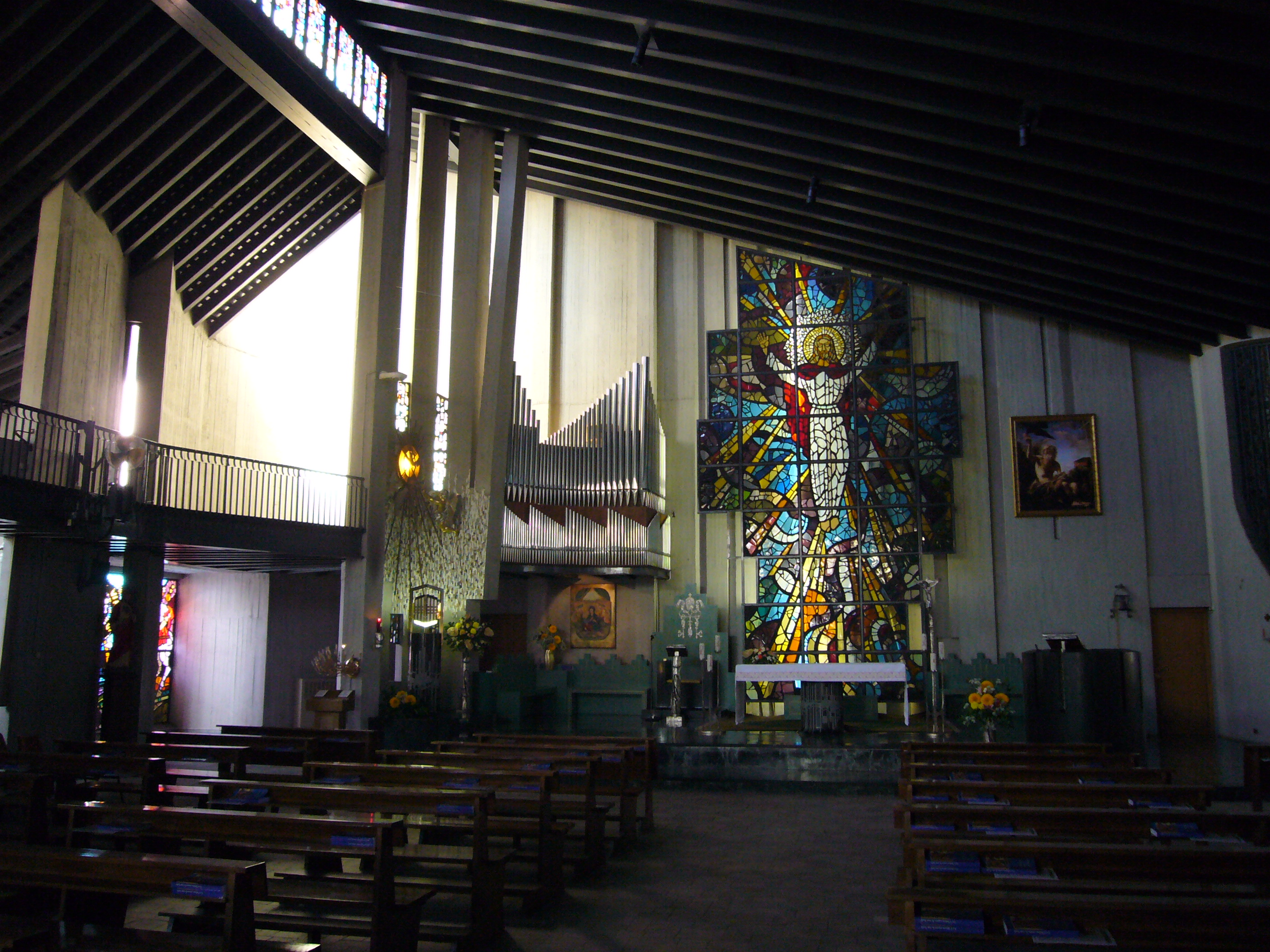
L'interno della chiesa nuova

L'antica chiesa risale al XII secolo, ed era dedicata al solo san Lorenzo. Armellini riferisce di un documento dell'Archivio vaticano, secondo il quale
All'inizio del XVII secolo papa Urbano VIII la fece restaurare ed ampliare, ed in questa occasione venne dedicata anche a sant'Urbano. Lo stesso papa la eresse a parrocchia con il decreto "Creditam nobis desuper" del 7 marzo 1629 incorporandola nella diocesi di Porto Santa Rufina; il 5 gennaio 1946 la chiesa è stata annessa alla diocesi di Roma.
Sulla facciata si trovano due lapidi, entrambe fatte apporre da Pio X nel 1912 a ricordo della vittoria di Costantino contro Massenzio del 312. L'interno della chiesa più antica è stato totalmente rifatto in cemento armato a vista.
La parrocchia è sede del titolo cardinalizio di Santi Urbano e Lorenzo a Prima Porta.